# Derek Turnbull
Derek James Turnbull (Hawick, 2 de octubre de 1961) es un policía y ex–jugador británico de rugby que se desempeñaba como ala.

## Selección nacional
Fue convocado al XV del Cardo por primera vez en junio de 1987 para jugar ante los All Blacks y disputó su último partido en enero de 1994 contra los Dragones rojos. En total jugó 15 partidos y marcó nueve puntos producto de dos tries (un try valía 4 puntos hasta 1992).

### Participaciones en Copas del Mundo
Disputó las Copas del Mundo de Nueva Zelanda 1987 e Inglaterra 1991 donde sería la mejor participación histórica de Escocia en el torneo, al acabar en la cuarta posición. En ambos torneos Turnbull fue tercer suplente y de igual forma logró marcarle un try a los Sables en su último torneo.
| Mundial                       | Sede          | Resultado        | PJ | Tries |
| ----------------------------- | ------------- | ---------------- | -- | ----- |
| Copa Mundial de Rugby de 1987 | Nueva Zelanda | Cuartos de final | 1  | 0     |
| Copa Mundial de Rugby de 1991 | Inglaterra    | Cuarto puesto    | 1  | 1     |

## Palmarés
- Campeón del Torneo de las Cinco Naciones 1990.
- Campeón de la Scottish Premiership de 1981–82, 1983–84, 1984–85, 1985–86 y 1986–87.